# Codechinus
Codechinus is een geslacht van uitgestorven zee-egels uit de familie Stomechinidae.

## Soorten
- Codechinus rotundus (Gras, 1848) † Aptien, Zuid-Europa, Noord-Afrika.
- Codechinus orbignyi (Cotteau, 1883) † Eoceen, Spanje.